# Das Alphabethaus
Das Alphabethaus (im dänischen Original: Alfabethuset) ist ein Thriller des dänischen Schriftstellers Jussi Adler-Olsen aus dem Jahr 1997. Die deutsche Erstausgabe in der Übersetzung von Hannes Thiess und Marieke Heimburger erschien 2012 beim Deutschen Taschenbuch Verlag. Dem Werk gelang der Sprung auf den ersten Platz der Spiegel-Bestsellerliste.
Der Roman handelt von zwei jungen britischen Piloten, die über Deutschland abgeschossen werden und sich wenig später unter falscher Identität in einer psychiatrischen Einrichtung bei Freiburg, dem Alphabethaus, wiederfinden. Ihre einzige Chance auf Überleben besteht darin, die Maskerade aufrechtzuerhalten und sich den medizinischen Behandlungen zu unterziehen. Jahrzehnte später werden sie von den schrecklichen Ereignissen der Vergangenheit eingeholt.

## Handlung

### Teil 1
Die britischen Piloten Bryan und James werden im Januar 1944 während eines Luftangriffs über Norddeutschland abgeschossen. Auf der Flucht vor ihren Verfolgern retten sich beide auf einen langsam vorbeifahrenden Lazarettzug, der von der Ostfront kommt. In einem Liegendabteil mit schwerverletzten und sedierten SS-Offizieren werfen sie ihre Kleidung und zwei der Verwundeten aus dem Fenster und nehmen deren Platz und Identität ein. Mit einer Kanüle und Schmutz fügen sich beide die SS-typische Blutgruppentätowierung unter den Achselhöhlen zu. Nach einer dreitägigen Fahrt erreicht der Zug Freiburg und die Verwundeten werden in ein entferntes Lager in der Nähe des Kaiserstuhls transportiert.
In der „Alphabethaus“ genannten psychiatrischen Klinik werden SS-Offiziere abgeschirmt behandelt. Die Patienten werden regelmäßigen Behandlungen mit Elektroschocks und Psychopharmaka unterworfen. Die Leitung der Anlage misstraut den Patienten. Zur Aufspürung von Simulanten werden die Patienten wiederholt durch die Aufseher verhört, überwacht und bedroht. Überführte Betrüger werden öffentlich hingerichtet. Obwohl James, im Gegensatz zu Bryan, etwas deutsch spricht, bleiben beide unter Vortäuschung einer Kriegsneurose weitgehend stumm, um sich nicht durch Sprache oder Akzent zu verraten.
Trotz aller Vorsicht erregen die beiden Briten die Aufmerksamkeit einer kleinen Gruppe von drei SS-Offizieren, die sich unter Vortäuschung geistiger Versehrtheit dem Fronteinsatz entziehen. Um nicht aufzufliegen, beschließen die deutschen Simulanten, Bryan und James unschädlich zu machen.
James wird von den Simulanten zusammengeschlagen und bekommt mehrere Bluttransfusionen. Da er sich im Zug eine falsche Blutgruppe eintätowiert hat, kommt es zu schweren Komplikationen. Von diesem Vorfall erholt sich James nicht und verfällt zunehmend in Apathie. Gleichzeitig leidet auch Bryan unter nächtlichen Übergriffen der Gruppe. Als die Bedrohung für ihn immer größer wird, beschließt er im November 1944 zu fliehen und seinen bettlägerigen Freund zurückzulassen. Er wird gerettet und schafft es schließlich zurück nach England.

### Teil 2
28 Jahre später. Bryan lebt in England, hat zunächst Medizin studiert und später mit dem Handel medizinischen Zubehörs ein kleines Vermögen verdient. Aus Anlass einer Beratertätigkeit für die Olympischen Spiele in München beschließt er, seine jahrzehntelange Suche nach James vor Ort zu intensivieren. Deutschen Boden hat er seit seiner Flucht nicht mehr betreten. Bryan engagiert einen Mittelsmann und beauftragt ihn mit der Suche nach dem Alphabethaus.
In Freiburg stößt Bryan auf die Spuren einer Bekannten aus dem Alphabethaus und erfährt, dass es ihre damaligen Widersacher, die Simulanten, in der Nachkriegszeit unter falschen Namen zu Wohlstand und lokaler Prominenz gebracht haben. Um die Offenlegung ihrer Vergangenheit zu verhindern, versuchen die ehemaligen SS-Offiziere, Bryan aus dem Weg zu räumen.
Seinen Freund James findet Bryan in einem Freiburger Sanatorium, wo er von den Simulanten heimlich untergebracht worden war. Fast 30 Jahre lang hatten sie ihn mittels Psychopharmaka außer Gefecht gesetzt und missbraucht. Währenddessen hatte James die ganze Zeit auf die Rückkehr Bryans gehofft. Zusammen mit James reist Bryan zurück nach England.

## Hintergründe
In Nachwort und Anhang finden sich folgende Erläuterungen:

### Der Autor über seinen Roman
„Dieses Buch ist kein Kriegsroman. Es erzählt eine Geschichte von menschlichem Versagen und davon, wie leicht es passieren kann, dass Menschen einander im Stich lassen. Jedem kann das passieren. Das gilt für die Ehe, das gilt für den Beruf – und ganz besonders gilt das natürlich für Extremsituationen wie einen Krieg.

Dass ich die Handlung des Romans in den Zweiten Weltkrieg verlegte, hatte mehrere Gründe. Als Sohn eines Psychiaters bin ich gewissermaßen in »Nervenheilanstalten«, wie das in den fünfziger und frühen sechziger Jahren hieß, aufgewachsen. Und obwohl mein Vater damals zu den fortschrittlichen Ärzten gehörte, der neue, humanere Ansätze propagierte, erlebte ich unweigerlich und unmittelbar mit, wie »Geisteskranke« seinerzeit behandelt wurden.

[…] Aber ist es möglich, als gesunder Mensch jahrelang in einem solchen Milieu zu überleben, ohne dabei den Verstand zu verlieren? Kaum vorstellbar, wenn man die Brutalität der damaligen Behandlungsmethoden bedenkt. Und wurde jener wortkarge Patient nicht vielleicht doch im Laufe der Jahre tatsächlich krank – unter dem Einfluss des Systems?

[…] Meine Lust, diese beiden mich so faszinierenden Phänomene in einer Geschichte zusammenzubringen – den vielleicht Geisteskranken auf der einen Seite, den Zweiten Weltkrieg auf der anderen –, wurde durch Gespräche mit einer Freundin meiner Mutter zusätzlich befeuert.“

### Der Begriff „Alphabethaus“
„Mit der üblichen deutschen Gründlichkeit wurde allen, die im Dritten Reich zum Wehrdienst verpflichtet waren, sowohl bei der Musterung als auch später, im Falle einer Kriegsverletzung, ein aus Buchstaben und Zahlen bestehender Code zugeteilt, der präzise und für Außenstehende völlig undurchschaubar die Kriegseignung des Untersuchten festlegte.

Je weiter der Krieg fortschritt, desto mehr zeigte sich, dass eine ganze Reihe dieser »Etiketten« fatale Folgen für ihre Träger haben und teilweise gar zu deren Liquidierung führen konnte. Das galt insbesondere für Diagnosen im Bereich der Geisteskrankheit und des Schwachsinns.“

## Kritiken
„Schwerfällig, teilweise hanebüchen und konstruiert – so kann man über den ersten Teil des Romans urteilen, der mit dem Absturz des Flugzeuges beginnt und im sogenannten Alphabethaus endet. Die Ereignisse während der Zugfahrt sind schon ziemlich unglaubwürdig und eine Enttarnung der beiden Freunde wäre zwangsläufig gewesen. […] Während der erste Teil der zweigeteilten Geschichte nicht nur einen diffusen, sondern auch einen trägen Eindruck hinterlässt, überrascht der zweite Teil mit einer erstaunlichen Dynamik. […] Was bleibt, ist ein aktuell bekannter Name, ein Interesse weckender Titel und eine vage, flachschürfende Story. Trotz der sicherlich tollen Verkaufszahlen kein Roman, den man gelesen haben müsste.“

„Das Alphabethaus ist ein unglaublich fesselnder Roman – vor allem der zweite Teil. Da packt es einen richtig. Auf der anderen Seite ist das Buch so erdrückend und düster, dass du es oft auch weglegen willst, weil du dir denkst: Diese Grausamkeiten sind so unfassbar! Und trotzdem ist es in erster Linie kein Buch über den 2. Weltkrieg, sondern es geht um die Frage: was kann eine Freundschaft alles aushalten?“

## Ausgaben
- dänische Originalausgabe: Alfabethuset. Cicero Forlag, Kopenhagen 1997, ISBN 87-7714-260-8.
- deutsche gebundene Erstausgabe: Das Alphabethaus. dtv, München 2012, ISBN 978-3-423-24894-5. (5 Wochen lang im Jahr 2012 auf dem Platz 1 der Spiegel-Bestsellerliste)
- deutsches E-Book: Das Alphabethaus. dtv, München 2012, ISBN 978-3-423-40972-8.
- deutsches Hörbuch: Das Alphabethaus. gekürzte Ausgabe, Der Audio Verlag, Berlin 2012, ISBN 978-3-86231-103-3, 504 min.
- deutsches Taschenbuch: Das Alphabethaus. dtv, München 2012, ISBN 978-3-423-21460-5. (Digitalisat)